# 清河乡 (中江县)
清河乡，是中华人民共和国四川省德阳市中江县曾经下辖的一个乡。2019年12月，撤销清河乡，将其所属行政区域划归兴隆镇管辖。

## 行政区划
清河乡撤销前下辖以下地区：
清溪河社区、清河村、沙尖村、春雷村、石碑河村、龙颈村、芦茅沟村、曙光村、松山村、六里班村和藕塘村。